# Ghada Waly
Ghada Fathi Wali nació en el año 1966 en Egipto. Es la directora ejecutiva de Oficina de Naciones Unidas contra la Droga y el Delito.

## Carrera
Wali se desempeñó como ministra de Solidaridad Social de Egipto desde marzo de 2014 hasta diciembre de 2019.
En septiembre de 2018, Ghada recibió el premio Campeones de la Salud Pública de la Organización Mundial de la Salud (OMS).